# Загорье (платформа)
Заго́рье (бел. Загор’е) — железнодорожный остановочный пункт Минского отделения Белорусской железной дороги на линии Минск-Пассажирский — Орша-Центральная. Остановочный пункт расположен в деревне Загорье Смолевичского района между остановочным пунктом Домашаны и станцией Смолевичи на перегоне Городище — Смолевичи.

## История
Платформы остановочного пункта были возведены в 1964 году на железнодорожной линии, которая была построена и введена в эксплуатацию в 1871 году как участок Осиновка — Брест Московско-Брестской железной дороги. В 1974 году остановочный пункт был электрифицирован переменным током (~25 кВ) в составе участка Минск — Борисов.

## Устройство станции
Через остановочный пункт проходят два магистральных железнодорожных пути и один путь, являющийся ответвлением от станции Смолевичи к Национальному аэропорту «Минск» (станция Шеметово). Остановочный пункт представляет собою две низкие пассажирские платформы прямой формы, одна — является боковой, вторая — островной. Длина платформ составляет 220 метров, пересечение путей между платформами осуществляется по двум наземным пешеходным переходам. На главной платформе в направлении Минска расположен пассажирский павильон и билетная касса, работающая ежедневно с 5:00 до 20:00 часов.

## Пассажирское сообщение
На остановочном пункте ежедневно останавливаются электропоезда региональных линий эконом-класса (пригородные электрички), следующие до станций Орша-Центральная (4 пары), Борисов (7 пар), а также нерегулярные рейсы до Жодино, Крупок и Славного. На платформах останавливаются поезда городских линий до станции Красное Знамя (через Смолевичи). Время следования до Орши составляет в среднем 3 часа 17 минут, до Борисова — 48 минут, до станции Минск-Пассажирский — 50 минут.
Пассажирами платформы являются жители деревень Загорье, Заболотье и Подыгрушье, а также дачники садоводческих товариществ «Людмила», «Победа-50», «Загорье-1», «Химик», «Ветераны войны Загорья», «Здоровье-95», «Верасок-2008», «Смолевичский кристалл» и множества других.